# Богородице-Владимирский монастырь в Солнечной Пади
Богоро́дице-Влади́мирский монастырь в Со́лнечной Па́ди — мужской монастырь Харбинской епархии Русской православной церкви, действовавший в Русском Трёхречье в 1937—1949 годы. Располагался местечке Солнечная падь на берегу реки Ган, в 12 верстах от посёлка Верх-Урга.

## История
Русские жители Трёхречья отличались исключительной набожностью, однако местные китайско-монгольские власти ограничивали их религиозное рвение, препятствовали возведению православных храмов. До начала 1930-х годов на всей огромной территории Трёхречья служили лишь два-три священника. Эти ограничения были смягчены после 1932 года с началом японской оккупации Маньчжурии, чем немедленно воспользовались православные жители. К 1937 году количество храмов возросло настолько, что значительно превысило количество священников. Чтобы ликвидировать эту диспропорцию, епархиальные власти учредили в Трёхречье Богородице-Владимирский мужской монастырь, приписанный Казанско-Богородицкому мужскому монастырю в Харбине, четырёх иеромонахов из которого командировали в новую обитель в Трёхречье. В их обязанности входило окормление приходов, не имевших собственного причта. Монастырские строения разместились на правом бергу реки Ган, близ посёлка Усть-Урга (ныне Сяуэргэ, кит. 下乌尔根). В том же году был освящён монастырский храм во имя Владимирской иконы Божией Матери.
Место располагало к уединённой жизни и сосредоточенной молитве. Полностью обеспечивая особенные нужды, монастырь помогал в хозяйственном отношении харбинскому Казанско-Богородицкому монастырю. Опираясь на содействие местных жителей, монахи успешно занимались земледелием, огородничеством и пчеловодством. Настоятелем был иеромонах Софроний (Виноградов). В 1943 году настоятелем стла игумен Герман (Перевозчиков), прибывший из города Дальний. В 1946 году Софроний (Виноградов) опять становится настоятелем. В братию монастыря входили иеромонахи Георгий (Шатилов) и Серафим (Лысковец). В монастыре некоторое время служил протоиерей Михаил Андреев из Харбина. Священнослужители часто выезжали в расположенный поблизости казачьи посёлки для духовного окормления населения, наиболее часто — в Усть-Угру. Как писала София Троицкая: «Особенно торжественно отмечался престольный праздник монастыря всеми русскими православными селянами Трёхречья. К монастырю шли крестные ходы от каждой церкви с иконами и хоругвями, со своими священнослужителями. Накануне праздника к вечернему богослужению все уже были в монастыре. В день престольного праздника утром на литургии народу было так много, что церковь не вмещала пришедших. <…> После окончания богослужения всем богомольцам предоставлялось угощение, приготовленное монахами и женщинами-богомолками, прямо во дворе, на траве. Монахи заготовляти бочки медового кваса. После обильного угощения богомольцы отдыхали несколько часов перед тем, как двинуться в обратный путь. Колокольный звон поднимал гостей, они брали иконы и отправлялись в свои посёлки. Участники крестного хода из дальних посёлков шли несколько дней, ночуя в поле или в степи. Это было торжество для всего православного Трёхречья».
В 1949 году монастырский храм был закрыт, а монастырь расформирован. Оставшиеся насельники были переведены в Харбин.

## Клир
настоятели:
- 1937—1943 — Софроний (Виноградов)
- 1943—1946 — Герман (Перевощиков)
- 1946—1949 — Софроний (Виноградов)

штатные клирики:
- Георгий (Шатилов) (1937—1946)
- Серафим (Лысковец) (1937—1943)
- Софроний (Виноградов) (1943—1946)
- Филарет (Вознесенский) (1947—1949)